# Sheyi Ojo
Oluwaseyi Babajide 'Sheyi' Ojo (Hemel Hempstead, 19 juni 1997) is een Engels voetballer die doorgaans als vleugelspeler speelt. Hij stroomde in 2015 door vanuit de jeugd van Liverpool.

## Clubcarrière
Ojo verruilde in 2011 op veertienjarige leeftijd Milton Keynes Dons voor Liverpool. Dat verhuurde hem in februari 2015 aan Wigan Athletic. Hiervoor maakte hij op 7 februari 2015 zijn debuut in de Championship, als invaller voor Chris Herd in een thuisduel tegen Bournemouth. Tien dagen later mocht hij voor het eerst in de basiself beginnen, tegen Reading. Ojo was beslissend met een assist op Jason Pearce, die het enige doelpunt van de wedstrijd maakte. In totaal speelde hij elf competitieduels voor The Latics. Ojo verlengde op 4 augustus 2015 zijn contract bij Liverpool, dat tevens bekendmaakte dat hij op huurbasis ging spelen voor Wolverhampton Wanderers.
Na zijn terugkeer uit Wolverhampton, speelde Ojo in het seizoen 2015/16 zijn eerste wedstrijden voor Liverpool. Daarvoor kwam hij dat jaar uit in zowel de Premier League als de FA Cup. Tot een doorbraak kwam het niet. Liverpool verhuurde hem vanaf augustus 2017 aan achtereenvolgens Fulham, Stade Reims en Rangers FC.

## Interlandcarrière
Ojo kwam uit voor alle Engelse nationale jeugdelftallen vanaf Engeland –16. Hij nam met Engeland –19 deel aan het EK –19 van 2016 en won met Engeland –20 het WK –20 van 2017. Hierop kwam hij vijf wedstrijden in actie, voornamelijk als wisselspeler.

## Erelijst
| Wereldkampioen –20 | 1x | 2017 |

## Dide
Van Ojo wordt gespeculeerd schuil te gaan achter de anonieme rapper Dide. Dide heeft naar eigen zeggen gespeeld in de Premier League. Bekend is dat hij slank gebouwd is en met een Engels accent spreekt. In de videoclip van zijn single "Thrill" is een tatoeage van een diamant te zien op zijn rechterpols, die overeenkomt met een tatoeage van Ojo. 
Andere voetballers van wie vermoed wordt dat ze Dide kunnen zijn, zijn Eddie Nketiah, Wilfried Zaha of Noni Madueke.